# 야마다촌 (오사카부 기타카와치군)
k
야마다촌(일본어: 山田村)은 일본 오사카부 기타카와치군에 설치되었던 촌이다. 현재의 히라카타시 중심부의 북동부 일대에 해당한다.